# 2. ŽNL Osječko-baranjska NS Osijek 2005./06.
Ligu je osvojio NK LIV Vladislavci, i u kvalifikacijama za 1. ŽNL Osječko-baranjsku izborio plasman u viši rang. Iz lige zbog reorganizacije natjecanja nitko nije ispao.

## Tablica
| Mj. | Klub                         | Sus. | Pobj. | Ner. | Por. | GR.    | Bod. |
| --- | ---------------------------- | ---- | ----- | ---- | ---- | ------ | ---- |
| 1.  | NK LIV Vladislavci           | 30   | 23    | 3    | 4    | 92:36  | 72   |
| 2.  | NK Laslovo '91               | 30   | 23    | 3    | 4    | 99:42  | 72   |
| 3.  | NK Slavonac Tenja            | 30   | 22    | 3    | 5    | 99:36  | 69   |
| 4.  | NK LIO Osijek                | 30   | 22    | 1    | 7    | 93:39  | 67   |
| 5.  | NK BSK Bijelo Brdo           | 30   | 18    | 4    | 8    | 83:39  | 58   |
| 6.  | NK Tomislav Livana           | 30   | 17    | 1    | 12   | 63:47  | 52   |
| 7.  | NK Dunav Dalj                | 30   | 13    | 4    | 13   | 51:58  | 43   |
| 8.  | NK BSK Beketinci             | 30   | 12    | 6    | 12   | 63:52  | 42   |
| 9.  | NK Gibarac '95 Čokadinci     | 30   | 12    | 5    | 13   | 65:50  | 41   |
| 10. | NK Fortuna VNO Osijek        | 30   | 12    | 4    | 14   | 76:82  | 40   |
| 11. | NK Radnik Josipovac          | 30   | 11    | 3    | 16   | 55:72  | 36   |
| 12. | NK Radnički Dalj             | 30   | 8     | 5    | 17   | 40:64  | 29   |
| 13. | NK Mursa-Zanatlija Osijek    | 30   | 7     | 4    | 19   | 62:83  | 25   |
| 14. | NK Klas Čepin                | 30   | 7     | 4    | 19   | 45:94  | 25   |
| 15. | NK Sarvaš                    | 30   | 4     | 3    | 23   | 27:120 | 15   |
| 16. | NK Mladost Čepinski Martinci | 30   | 1     | 3    | 26   | 24:126 | 6    |

## Rezultati
| NK Mladost Čepinski Martinci - NK Sarvaš 1:1 NK BSK Bijelo Brdo - NK Fortuna VNO Osijek 11:0 NK Laslovo '91 - NK LIV Vladislavci 2:4 NK Klas Čepin - NK Dunav Dalj 3:0 NK Radnički Dalj - NK Slavonac Tenja 0:5 NK BSK Beketinci - NK Tomislav Livana 0:1 NK Mursa-Zanatlija Osijek - NK LIO Osijek 1:3 NK Gibarac '95 Čokadinci - NK Radnik Josipovac 4:1 | NK Sarvaš - NK Radnik Josipovac 4:3 NK LIO Osijek - NK Gibarac '95 Čokadinci 3:2 NK Tomislav Livana - NK Mursa-Zanatlija Osijek 1:0 NK Slavonac Tenja - NK BSK Beketinci 3:0 NK Dunav Dalj - NK Radnički Dalj 0:0 NK LIV Vladislavci - NK Klas Čepin 2:2 NK Fortuna VNO Osijek - NK Laslovo '91 3:4 NK Mladost Čepinski Martinci - NK BSK Bijelo Brdo 1:3  | NK BSK Bijelo Brdo - NK Sarvaš 4:0 NK Laslovo '91 - NK Mladost Čepinski Martinci 9:0 NK Klas Čepin - NK Fortuna VNO Osijek 1:0 NK Radnički Dalj - NK LIV Vladislavci 2:4 NK BSK Beketinci - NK Dunav Dalj 4:1 NK Mursa-Zanatlija Osijek - NK Slavonac Tenja 1:7 NK Gibarac '95 Čokadinci - NK Tomislav Livana 2:3 NK Radnik Josipovac - NK LIO Osijek 1:3  |
| NK Sarvaš - NK LIO Osijek 2:4 NK Tomislav Livana - NK Radnik Josipovac 1:3 NK Slavonac Tenja - NK Gibarac '95 Čokadinci 1:0 NK Dunav Dalj - NK Mursa-Zanatlija Osijek 3:1 NK LIV Vladislavci - NK BSK Beketinci 1:0 NK Fortuna VNO Osijek - NK Radnički Dalj 3:2 NK Mladost Čepinski Martinci - NK Klas Čepin 1:0 NK BSK Bijelo Brdo - NK Laslovo '91 5:2  | NK Laslovo '91 - NK Sarvaš 6:0 NK Klas Čepin - NK BSK Bijelo Brdo 0:1 NK Radnički Dalj - NK Mladost Čepinski Martinci 3:0 NK BSK Beketinci - NK Fortuna VNO Osijek 1:0 NK Mursa-Zanatlija Osijek - NK LIV Vladislavci 2:4 NK Gibarac '95 Čokadinci - NK Dunav Dalj 4:3 NK Radnik Josipovac - NK Slavonac Tenja 2:2 NK LIO Osijek - NK Tomislav Livana 4:0  | NK Sarvaš - NK Tomislav Livana 1:2 NK Slavonac Tenja - NK LIO Osijek 2:4 NK Dunav Dalj - NK Radnik Josipovac 3:2 NK LIV Vladislavci - NK Gibarac '95 Čokadinci 3:1 NK Fortuna VNO Osijek - NK Mursa-Zanatlija Osijek 5:3 NK Mladost Čepinski Martinci - NK BSK Beketinci 1:1 NK BSK Bijelo Brdo - NK Radnički Dalj 5:1 NK Laslovo '91 - NK Klas Čepin 4:0  |
| NK Klas Čepin - NK Sarvaš 5:1 NK Radnički Dalj - NK Laslovo '91 1:5 NK BSK Beketinci - NK BSK Bijelo Brdo 0:2 NK Mursa-Zanatlija Osijek - NK Mladost Čepinski Martinci 3:1 NK Gibarac '95 Čokadinci - NK Fortuna VNO Osijek 1:1 NK Radnik Josipovac - NK LIV Vladislavci 3:2 NK LIO Osijek - NK Dunav Dalj 3:1 NK Tomislav Livana - NK Slavonac Tenja 3:7  | NK Sarvaš - NK Slavonac Tenja 0:6 NK Dunav Dalj - NK Tomislav Livana 1:1 NK LIV Vladislavci - NK LIO Osijek 1:0 NK Fortuna VNO Osijek - NK Radnik Josipovac 6:2 NK Mladost Čepinski Martinci - NK Gibarac '95 Čokadinci 0:6 NK BSK Bijelo Brdo - NK Mursa-Zanatlija Osijek 3:1 NK Laslovo '91 - NK BSK Beketinci 2:0 NK Klas Čepin - NK Radnički Dalj 2:1  | NK Radnički Dalj - NK Sarvaš 3:1 NK BSK Beketinci - NK Klas Čepin 2:1 NK Mursa-Zanatlija Osijek - NK Laslovo '91 0:3 NK Gibarac '95 Čokadinci - NK BSK Bijelo Brdo 2:2 NK Radnik Josipovac - NK Mladost Čepinski Martinci 6:1 NK LIO Osijek - NK Fortuna VNO Osijek 1:1 NK Tomislav Livana - NK LIV Vladislavci 0:3 NK Slavonac Tenja - NK Dunav Dalj 5:0  |
| NK Sarvaš - NK Dunav Dalj 0:3 NK LIV Vladislavci - NK Slavonac Tenja 2:2 NK Fortuna VNO Osijek - NK Tomislav Livana 4:0 NK Mladost Čepinski Martinci - NK LIO Osijek 0:3 NK BSK Bijelo Brdo - NK Radnik Josipovac 0:0 NK Laslovo '91 - NK Gibarac '95 Čokadinci 2:2 NK Klas Čepin - NK Mursa-Zanatlija Osijek 2:1 NK Radnički Dalj - NK BSK Beketinci 1:1  | NK BSK Beketinci - NK Sarvaš 0:0 NK Mursa-Zanatlija Osijek - NK Radnički Dalj 1:1 NK Gibarac '95 Čokadinci - NK Klas Čepin 7:0 NK Radnik Josipovac - NK Laslovo '91 0:3 NK LIO Osijek - NK BSK Bijelo Brdo 1:0 NK Tomislav Livana - NK Mladost Čepinski Martinci 4:0 NK Slavonac Tenja - NK Fortuna VNO Osijek 4:1 NK Dunav Dalj - NK LIV Vladislavci 0:2  | NK Sarvaš - NK LIV Vladislavci 1:11 NK Fortuna VNO Osijek - NK Dunav Dalj 3:1 NK Mladost Čepinski Martinci - NK Slavonac Tenja 2:5 NK BSK Bijelo Brdo - NK Tomislav Livana 3:0 NK Laslovo '91 - NK LIO Osijek 4:1 NK Klas Čepin - NK Radnik Josipovac 1:1 NK Radnički Dalj - NK Gibarac '95 Čokadinci 0:5 NK BSK Beketinci - NK Mursa-Zanatlija Osijek 1:1 |
| NK Mursa-Zanatlija Osijek - NK Sarvaš 10:1 NK Gibarac '95 Čokadinci - NK BSK Beketinci 2:1 NK Radnik Josipovac - NK Radnički Dalj 1:0 NK LIO Osijek - NK Klas Čepin 5:0 NK Tomislav Livana - NK Laslovo '91 0:2 NK Slavonac Tenja - NK BSK Bijelo Brdo 4:2 NK Dunav Dalj - NK Mladost Čepinski Martinci 1:0 NK LIV Vladislavci - NK Fortuna VNO Osijek 3:1 | NK Sarvaš - NK Fortuna VNO Osijek 0:9 NK Mladost Čepinski Martinci - NK LIV Vladislavci 0:3 NK BSK Bijelo Brdo - NK Dunav Dalj 2:0 NK Laslovo '91 - NK Slavonac Tenja 2:0 NK Klas Čepin - NK Tomislav Livana 2:1 NK Radnički Dalj - NK LIO Osijek 1:2 NK BSK Beketinci - NK Radnik Josipovac 2:0 NK Mursa-Zanatlija Osijek - NK Gibarac '95 Čokadinci 2:1  | NK Gibarac '95 Čokadinci - NK Sarvaš 3:0 NK Radnik Josipovac - NK Mursa-Zanatlija Osijek 3:1 NK LIO Osijek - NK BSK Beketinci 3:1 NK Tomislav Livana - NK Radnički Dalj 6:0 NK Slavonac Tenja - NK Klas Čepin 6:1 NK Dunav Dalj - NK Laslovo '91 0:0 NK LIV Vladislavci - NK BSK Bijelo Brdo 3:1 NK Fortuna VNO Osijek - NK Mladost Čepinski Martinci 5:3  |
| NK Sarvaš - NK Mladost Čepinski Martinci 1:1 NK Fortuna VNO Osijek - NK BSK Bijelo Brdo 3:8 NK LIV Vladislavci - NK Laslovo '91 5:2 NK Dunav Dalj - NK Klas Čepin 4:1 NK Slavonac Tenja - NK Radnički Dalj 0:1 NK Tomislav Livana - NK BSK Beketinci 4:2 NK LIO Osijek - NK Mursa-Zanatlija Osijek 4:1 NK Radnik Josipovac - NK Gibarac '95 Čokadinci 2:1  | NK Radnik Josipovac - NK Sarvaš 1:0 NK Gibarac '95 Čokadinci - NK LIO Osijek 2:0 NK Mursa-Zanatlija Osijek - NK Tomislav Livana 2:3 NK BSK Beketinci - NK Slavonac Tenja 0:2 NK Radnički Dalj - NK Dunav Dalj 0:2 NK Klas Čepin - NK LIV Vladislavci 0:1 NK Laslovo '91 - NK Fortuna VNO Osijek 1:0 NK BSK Bijelo Brdo - NK Mladost Čepinski Martinci 7:1  | NK Sarvaš - NK BSK Bijelo Brdo 0:4 NK Mladost Čepinski Martinci - NK Laslovo '91 1:2 NK Fortuna VNO Osijek - NK Klas Čepin 5:2 NK LIV Vladislavci - NK Radnički Dalj 2:1 NK Dunav Dalj - NK BSK Beketinci 3:1 NK Slavonac Tenja - NK Mursa-Zanatlija Osijek 4:0 NK Tomislav Livana - NK Gibarac '95 Čokadinci 2:0 NK LIO Osijek - NK Radnik Josipovac 3:1  |
| NK LIO Osijek - NK Sarvaš 9:0 NK Radnik Josipovac - NK Tomislav Livana 0:2 NK Gibarac '95 Čokadinci - NK Slavonac Tenja 2:1 NK Mursa-Zanatlija Osijek - NK Dunav Dalj 1:3 NK BSK Beketinci - NK LIV Vladislavci 2:2 NK Radnički Dalj - NK Fortuna VNO Osijek 0:0 NK Klas Čepin - NK Mladost Čepinski Martinci 6:2 NK Laslovo '91 - NK BSK Bijelo Brdo 3:1  | NK Sarvaš - NK Laslovo '91 1:2 NK BSK Bijelo Brdo - NK Klas Čepin 3:0 NK Mladost Čepinski Martinci - NK Radnički Dalj 1:3 NK Fortuna VNO Osijek - NK BSK Beketinci 3:4 NK LIV Vladislavci - NK Mursa-Zanatlija Osijek 3:1 NK Dunav Dalj - NK Gibarac '95 Čokadinci 2:1 NK Slavonac Tenja - NK Radnik Josipovac 4:2 NK Tomislav Livana - NK LIO Osijek 2:0  | NK Tomislav Livana - NK Sarvaš 2:0 NK LIO Osijek - NK Slavonac Tenja 0:2 NK Radnik Josipovac - NK Dunav Dalj 2:1 NK Gibarac '95 Čokadinci - NK LIV Vladislavci 1:2 NK Mursa-Zanatlija Osijek - NK Fortuna VNO Osijek 1:2 NK BSK Beketinci - NK Mladost Čepinski Martinci 10:0 NK Radnički Dalj - NK BSK Bijelo Brdo 0:2 NK Klas Čepin - NK Laslovo '91 2:4 |
| NK Sarvaš - NK Klas Čepin 1:0 NK Laslovo '91 - NK Radnički Dalj 4:1 NK BSK Bijelo Brdo - NK BSK Beketinci 3:3 NK Mladost Čepinski Martinci - NK Mursa-Zanatlija Osijek 0:2 NK Fortuna VNO Osijek - NK Gibarac '95 Čokadinci 2:2 NK LIV Vladislavci - NK Radnik Josipovac 1:0 NK Dunav Dalj - NK LIO Osijek 1:4 NK Slavonac Tenja - NK Tomislav Livana 2:1  | NK Slavonac Tenja - NK Sarvaš 4:0 NK Tomislav Livana - NK Dunav Dalj 3:0 NK LIO Osijek - NK LIV Vladislavci 2:1 NK Radnik Josipovac - NK Fortuna VNO Osijek 2:3 NK Gibarac '95 Čokadinci - NK Mladost Čepinski Martinci 2:1 NK Mursa-Zanatlija Osijek - NK BSK Bijelo Brdo 3:1 NK BSK Beketinci - NK Laslovo '91 4:1 NK Radnički Dalj - NK Klas Čepin 6 :0 | NK Sarvaš - NK Radnički Dalj 3:3 NK Klas Čepin - NK BSK Beketinci 2:4 NK Laslovo '91 - NK Mursa-Zanatlija Osijek 3:3 NK BSK Bijelo Brdo - NK Gibarac '95 Čokadinci 2:0 NK Mladost Čepinski Martinci - NK Radnik Josipovac 0:3 NK Fortuna VNO Osijek - NK LIO Osijek 1:7 NK LIV Vladislavci - NK Tomislav Livana 1:0 NK Dunav Dalj - NK Slavonac Tenja 3:2  |
| NK Dunav Dalj - NK Sarvaš 5:1 NK Slavonac Tenja - NK LIV Vladislavci 3:0 NK Tomislav Livana - NK Fortuna VNO Osijek 2:1 NK LIO Osijek - NK Mladost Čepinski Martinci 10:0 NK Radnik Josipovac - NK BSK Bijelo Brdo 2:4 NK Gibarac '95 Čokadinci - NK Laslovo '91 2:4 NK Mursa-Zanatlija Osijek - NK Klas Čepin 7:1 NK BSK Beketinci - NK Radnički Dalj 1:0 | NK Sarvaš - NK BSK Beketinci 0:1 NK Radnički Dalj - NK Mursa-Zanatlija Osijek 2:1 NK Klas Čepin - NK Gibarac '95 Čokadinci 1:1 NK Laslovo '91 - NK Radnik Josipovac 9:2 NK BSK Bijelo Brdo - NK LIO Osijek 0:2 NK Mladost Čepinski Martinci - NK Tomislav Livana 1:7 NK Fortuna VNO Osijek - NK Slavonac Tenja 1:4 NK LIV Vladislavci - NK Dunav Dalj 4:0  | NK LIV Vladislavci - NK Sarvaš 8:1 NK Dunav Dalj - NK Fortuna VNO Osijek 3:0 NK Slavonac Tenja - NK Mladost Čepinski Martinci 3:0 NK Tomislav Livana - NK BSK Bijelo Brdo 2:0 NK LIO Osijek - NK Laslovo '91 1:3 NK Radnik Josipovac - NK Klas Čepin 4:3 NK Gibarac '95 Čokadinci - NK Radnički Dalj 2:0 NK Mursa-Zanatlija Osijek - NK BSK Beketinci 5:5  |
| NK Sarvaš - NK Mursa-Zanatlija Osijek 4:2 NK BSK Beketinci - NK Gibarac '95 Čokadinci 4:0 NK Radnički Dalj - NK Radnik Josipovac 4:2 NK Klas Čepin - NK LIO Osijek 2:5 NK Laslovo '91 - NK Tomislav Livana 2:0 NK BSK Bijelo Brdo - NK Slavonac Tenja 1:3 NK Mladost Čepinski Martinci - NK Dunav Dalj 3:4 NK Fortuna VNO Osijek - NK LIV Vladislavci 3:4  | NK Fortuna VNO Osijek - NK Sarvaš 5:3 NK LIV Vladislavci - NK Mladost Čepinski Martinci 8:0 NK Dunav Dalj - NK BSK Bijelo Brdo 0:0 NK Slavonac Tenja - NK Laslovo '91 3:2 NK Tomislav Livana - NK Klas Čepin 10:2 NK LIO Osijek - NK Radnički Dalj 3:1 NK Radnik Josipovac - NK BSK Beketinci 2:1 NK Gibarac '95 Čokadinci - NK Mursa-Zanatlija Osijek 7:2 | NK Sarvaš - NK Gibarac '95 Čokadinci 3:0 NK Mursa-Zanatlija Osijek - NK Radnik Josipovac 3:2 NK BSK Beketinci - NK LIO Osijek 5:3 NK Radnički Dalj - NK Tomislav Livana 2:0 NK Klas Čepin - NK Slavonac Tenja 3:3 NK Laslovo '91 - NK Dunav Dalj 4:2 NK BSK Bijelo Brdo - NK LIV Vladislavci 3:2 NK Mladost Čepinski Martinci - NK Fortuna VNO Osijek 2:5  |